# Pautaines-Augeville
Pautaines-Augeville è una frazione del comune francese di Épizon, situato nel dipartimento dell'Alta Marna nella regione del Grand Est. Pautaines-Augeville è stato un comune indipendente fino al 28 febbraio 2013, quando si è fuso con il contiguo comune di Épizon.

## Società

### Evoluzione demografica
Abitanti censiti